# Marcus Garvey
Marcus Mosiah Garvey (17 de agosto de 1887-10 de junio de 1940) fue un predicador, periodista y empresario afrodescendiente de nacionalidad británica, nacido en la colonia de Jamaica (actual Jamaica), fundador de la Asociación Universal para la Mejora del Hombre Negro (UNIA, por sus siglas en inglés), cuyo lema era One God, One Aim, One Destiny (Un Dios, un objetivo, un destino).
,
El demócrata Joe Biden le extendió en 2025 un perdón presidencial absoluto por sus "crímenes" estadounidenses —no así por los jamaiquinos—, el día antes de concluir su término presidencial.  Según el New York Times, Garvey fue la inspiración de Malcolm X y de Nelson Mandela.

## Biografía
Nació en Saint Ann's Bay, un pueblo al norte de Jamaica. Garvey era hijo de un albañil cualificado dueño de una importante biblioteca. Era el menor de once hermanos, de los cuales sólo dos alcanzaron la madurez. Estudió en un colegio metodista. Se casó dos veces. La primera vez, con Amy Ashwood (de 1919 a 1922) y la segunda con Amy Jacques, con quien tuvo dos hijos (de 1922 hasta su muerte en 1940).  Garvey pregonaba que las mujeres no debían ejercer de cabeza familiar, pero Jacques de Garvey, su mujer, efectivamente fue la cabeza del hogar en Jamaica entre 1935 y 1937, cuando Garvey emigró a Inglaterra.
Después de un tiempo como aprendiz en la imprenta de su padrino, con 16 años se mudó a Kingston y trabajó en la imprenta de P. A. Benjamin, en la que llegó a ser maestro impresor y capataz. Este trabajo le fue de gran ayuda posteriormente a la hora de crear su propio periódico. En 1907 Garvey fue elegido vicepresidente del sindicato de impresores de Kingston. Fue despedido de este trabajo en 1908 a causa de su participación en la huelga de la Unión de Impresores, reclamando mejoras laborales. Viaja a Chile donde trabaja en Tocopilla hasta 1910. 
A partir de aquí viajó, primero por Costa Rica y después por Panamá, donde editó un periódico antes de regresar a Jamaica en 1912. Viajó a Londres de 1912 a 1914 y de vuelta a Jamaica, en agosto de 1914, fundó la "Asociación Universal para la Mejora del Hombre Negro", llamada UNIA en sus siglas en inglés y se convirtió en su presidente. Entre los miembros fundadores estaba Amy Ashwood, que posteriormente sería su primera esposa. La asociación tenía como objetivo "unir a toda la gente de origen africano del mundo en un sólo cuerpo para establecer un país y un gobierno absolutamente propios". La bandera de la UNIA tenía los colores rojo, negro y verde. 
En 1916, Garvey se trasladó a los Estados Unidos, y fundó un periódico llamado Negro World. En 1917 formó en EE. UU. la primera sección de la UNIA fuera de Jamaica y empezó sus giras de conferencias en las que abogaba por el retorno de los ex esclavos negros a África alentado por las noticias que recibía desde Liberia del panafricanista Blyden. Para sustentar esta opinión Garvey dijo que "el éxito educativo, industrial y político se basa en la protección de una nación fundada por nosotros y esa nación sólo puede estar en África". Esta idea, más radical que las que postulaba el Panafricanismo, le llevaron a autoproclamarse emperador provisional de dicho Estado. De hecho Garvey consideraba que la segregación racial ampliamente practicada y tolerada en Estados Unidos impedía en la realidad toda posible integración de los negros en la sociedad estadounidense, afirmando que tal "integración" (postulada por otros líderes negros como W.E.B. Du Bois) resultaría en fracaso. Garvey incluso creó una compañía de barcos de vapor llamada "Black Star Line" para el transporte a África, Haití, Jamaica, Costa Rica y otras partes para dar empleo a marineros Africanos. 
En 1918 la UNIA decía tener dos millones de miembros y en agosto de 1920, durante una convención de la UNIA, 25 000 personas llenaron el Madison Square Garden de Nueva York para oír los discursos de Garvey. La UNIA afirmaba entonces tener cuatro millones de miembros, lo que la convertiría en el mayor movimiento en favor del hombre negro de su tiempo.
En los primeros años de la década del 20' Garvey hace una profecía, que será tomada como núcleo del Rastafarismo: "Miren a Africa, un rey negro será coronado porque el día de la liberación está cerca". Cumpliéndose pero hasta un 2 de noviembre de 1930 cuando el Ras Tafari Makonnen fue coronado como emperador de Etiopía. Este acto profético fue una caja de resonancia para la lucha de Garvey por la liberación, dando impulso a un movimiento histórico que sería inolvidable en el corazón del pueblo negro. El embrión de las ideas rastafaris salía al mundo.
En 1923, Garvey fue condenado por vender acciones de la "Black Star Line" con un folleto en el que se decía que dicha empresa era propietaria de un barco que, según la acusación, no le pertenecía. Según los partidarios de Garvey, el juicio no fue justo y fue aprovechado por sus enemigos, tanto blancos como negros; mientras tanto el propio Garvey atribuyó la condena al prejuicio que se había alimentado contra él porque sus postulados de "volver a África" eran compartidos (aunque por motivos muy diferentes) por los líderes racistas del Ku Klux Klan. Garvey fue encarcelado en Atlanta y cumplió dos años de condena de los cinco a los que fue sentenciado, pero Garvey no creía en la violencia y exhortaba a sus seguidores a respetar las leyes y a no provocar altercados. El presidente Calvin Coolidge le indultó y fue deportado a Jamaica, donde en 1929 fundó el primer partido moderno de dicho país, el PPP, (People's Political Party: Partido Político del Pueblo).
En Jamaica, Garvey se presentó a las elecciones con un programa en el que reivindicaba el autogobierno y ese mismo año fue elegido para el cargo de concejal, pero perdió su puesto por sus ausencias a causa de una sentencia de cárcel por desacato y fue reelegido en 1930 sin oposición junto con dos compañeros del PPP. No obstante, sin opciones de desarrollar su programa político en el entorno de Jamaica, por entonces una colonia británica mucho menos desarrollado que Estados Unidos, Garvey se marchó de Jamaica en 1935 y murió en Londres en 1940.

## Fascismo, nazismo y antisemitismo
Garvey se declaró fascista en 1937: «Fuimos los primeros fascistas.  Teníamos hombres, mujeres y niños entrenados para la liberación de África [...] Mussolini me copió a mí». Paul Gilroy añadió su creencia que «hay afinidades entre Garvey y los fascistas».
El experto en fascismo A. James Gregor no considera a Garvey un fascista, sino, por el contrario, un nacional Socialista: «su pensamiento, considerado en toto, comparte sus más importantes características con el nacional socialismo que con el fascismo [...] las similitudes entre el garveyismo y el nacional socialismo de Hitler incluyen un imperdible antisemitismo, algo que, en el mejor de los casos, era marginal en el pensamiento fascista.» C. L. R. James escribió en 1938 que "todas las cosas que Hiter haría tan bien posteriormente, Marcus Garvey ya las hacía en 1920 y 1921.  Organizó milicias de asalto".
Robert A. Hill, el historiador definitivo de Garvey, escribió que Garvey era "explícitamente antisemítico."  El historiador Saul S. Friedman denunció así a Garvey:

«periódicamente empleó las columnas editoriales de su diario Negro World para excoriar a "poderosos" financieros judíos cuyo objetivo era sumergir y destruir a los negros de los Estados Unidos.  Cualesquiera problemas sufridos por los judíos, dijo Garvey, se los habían buscado porque... "los judíos gustan del dinero.  Siempre lo buscan.  No anhelan más que dinero.  Un judío es siempre un judío.  Si historia es el egoísmo.  Su afán les ha cegado el juicio.»

### Pureza racial
Garvey promovía la pureza racial y abominaba el mestizaje; en su organización era imposible ostentar un cargo ejecutivo si la persona era mestiza.

## Legado
Sus restos mortales fueron trasladados a Jamaica, donde fue proclamado el primer héroe nacional. Además, se considera que la religión rastafari es en parte consecuencia de sus ideas y para ellos, Garvey es una versión moderna de Juan el Bautista, al haber anunciado la llegada de un rey, el emperador de Etiopía, Haile Selassie I. Al respecto había un texto de Garvey en el cual este decía a sus seguidores: "Miren a África, un rey negro será coronado porque el día de la liberación está cerca". En realidad Garvey siempre mantuvo una interpretación muy secular de dicho texto, había sido educado como metodista, y posteriormente se convirtió al catolicismo, sin haber considerado alguna "visión religiosa" de sus doctrinas políticas.
Esta postura fue muy criticada por los marxistas negros que veían en el garveyismo un movimiento de la burguesía negra para perpetuar el imperialismo y la esclavitud. George Padmore, miembro del Komintern como asesor en lo referente a la lucha anticolonial y los movimientos de liberación negros, lo tacha de "falso profeta que vende Reinos que en realidad no existen. En su libro "The Life and Struggles of Negro Toilers" dirá:

¿Por qué debemos luchar contra el garveyismo?[...]¡es una ideología peligrosa que no tiene ni un solo rasgo democrático y que juega con los atributos aristocráticos de un reino negro inexistente![...]Garvey no es más que un demagogo deshonesto, que aprovechando la ola revolucionaria de protesta de los trabajadores negros contra la opresión imperialista y la explotación, fue capaz de cristalizar un movimiento de masas en Ámerica en los años posteriores a la guerra[...]Los propietarios negros y los capitalistas que apoyan a Garvey están tratando de movilizar a los negros para que en el establecimiento de una República Negra en África, donde podrán establecerse como gobernantes y continuar con la explotación de los trabajadores de su raza, libres de la competencia imperialista blanca.[...]el garveyismo es ajeno al interés de los trabajadores negros. Al igual que el sionismo y el ghandismo, se trata simplemente de utilizar la conciencia racial y nacional con el fin de promover los intereses de la burguesía negra y terrateniente
George Padmore

Además tomaban a Garvey como un hipócrita que pregonaba el retorno a África, pero que nunca llegó a emigrar al continente negro.